# Institute of Contemporary Arts

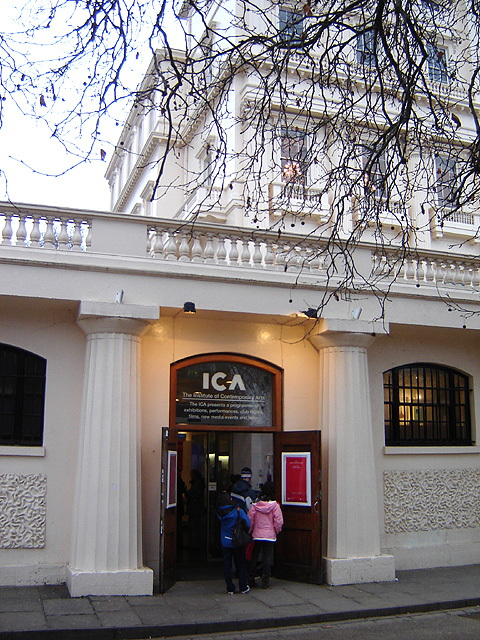
Institute of Contemporary Arts

Het Institute of Contemporary Arts (Instituut voor Hedendaagse Kunst) (ICA) is een artistiek en cultureel centrum op The Mall in Londen, vlak bij Trafalgar Square. Het bevat galerijen, een theater, twee bioscopen, een boekhandel en een bar.
Het ICA bevindt zich in Nash House, onderdeel van Carlton House Terrace, in de buurt van de Duke of York Steps en Admiralty Arch. Stefan Kalmár werd er directeur in 2016.

## Geschiedenis
Het ICA werd opgericht door Roland Penrose, Peter Watson, Herbert Read, Peter Gregory, Geoffrey Grigson en E.L.T. Mesens in 1947. De oprichters van ICA wilden een ruimte creëren waar kunstenaars, schrijvers en wetenschappers ideeën konden bespreken buiten de traditionele grenzen van de Koninklijke Academie. Het model voor de oprichting van het ICA was de vroegere Leeds Arts Club, opgericht in 1903 door Alfred Orage, waarvan Herbert Read een leidend lid was. Net als het ICA was dit ook een centrum voor multidisciplinair debat, gecombineerd met avant-garde kunstexposities en performances, binnen een kader dat de nadruk legde op een radicale sociale kijk.
De eerste twee tentoonstellingen in het ICA, "40 Years of Modern Art" en "40,000 Years of Modern Art" werden georganiseerd door Penrose en weerspiegelden zijn interesses in het kubisme en de Afrikaanse kunst, die plaatsvonden in de kelder van de Academy Cinema, 165 Oxford Straat. Het gebouw van de Academy Cinema omvatte het Pavilion, een restaurant en de Marquee-balzaal in de kelder; het gebouw werd beheerd door George Hoellering, de film-, jazz- en bigband-promotor.
Met het betrekken van Dover Street 17, Piccadilly, in mei 1950, kon het ICA aanzienlijk uitbreiden. Ewan Phillips was de eerste directeur. Het was de voormalige residentie van vice-admiraal Horatio Nelson. De galerij, de clubruimte en de kantoren werden gerenoveerd door de modernistische architect Jane Drew bijgestaan door Neil Morris en Eduardo Paolozzi. Paolozzi decoreerde de bar en ontwierp een metalen en betonnen tafel met student Terence Conran.
Ewan Phillips vertrok in 1951 en Dorothy Morland werd gevraagd om het tijdelijk over te nemen, maar bleef daar achttien jaar als regisseur, tot de verhuizing naar het ruimere Nash House. De criticus Reyner Banham trad op als assistent-directeur in de vroege jaren 1950, gevolgd door Lawrence Alloway tijdens het midden van de late jaren 1950. In zijn vroege jaren organiseerde het Instituut tentoonstellingen van moderne kunst, waaronder Picasso en Jackson Pollock. Een Georges Braque-tentoonstelling werd gehouden in ICA in 1954. Het lanceerde ook pop-art, op-art en Britse brutalistische kunst en architectuur. The Independent Group ontmoette op het ICA in 1952-1962 / 63 en organiseerde verschillende tentoonstellingen, waaronder This Is Tomorrow.

## Institute of Contemporary Arts
Met de steun van de Arts Council verhuisde het ICA naar zijn huidige locatie in Nash House in 1968. Gedurende een periode in de jaren zeventig stond het instituut bekend om zijn vaak anarchistische programma en bestuur. Norman Rosenthal, toenmalig directeur van tentoonstellingen, werd ooit aangevallen door een groep mensen die op de bovenste verdiepingen van het gebouw woonde: een bloedvlek op de muur van de administratieve kantoren is onder glas bewaard, met een briefje: "dit is het bloed van Norman ". Rosenthal beweert dat de groep die hem aanviel onder leiding stond van de acteur Keith Allen.
Bill McAllister was ICA-directeur van 1977 tot 1990, toen het instituut een systeem van afzonderlijke afdelingen ontwikkelde die gespecialiseerd waren in beeldende kunst, film, theater, muziek en uitvoerende kunst. Een vierde afdeling was gewijd aan lezingen en lezingen. Iwona Blazwick was directeur van Exhibitions van 1986 tot 1993. Andere opmerkelijke curatoren en programmamedewerkers waren Lisa Appignanesi (adjunct-directeur van ICA en Head of Talks, 1980-90), James Lingwood (Exhibition Curator, 1986-90), Michael Morris ( Director of Theatre), Lois Keidan, (Directeur van Live Arts, 1992-97), Catherine Ugwu, MBE (adjunct-directeur van Live Arts, 1991-97), Tim Highsted (adjunct-directeur van Cinema, 1988-95) en Jens Hoffmann (Director of Exhibitions, 2003-07).
Mik Flood nam het over als directeur van het ICA in 1990 na het aftreden van McAllister. Flood kondigde aan dat het instituut de Mall-locatie zou moeten verlaten en naar een grotere locatie zou verhuizen, een plan dat uiteindelijk tot niets zou leiden. Hij werd in 1997 vervangen als directeur door Philip Dodd. In 2002 bekritiseerde de toenmalige ICA-voorzitter Ivan Massow wat hij omschreef als 'conceptuele kunst', wat leidde tot zijn ontslag.
Het ICA benoemde Ekow Eshun als artistiek directeur in 2005 na het vertrek van Philip Dodd. Onder het directeurschap van Eshun werd de afdeling Live Arts in 2008 gesloten, werd de toelating voor niet-leden opgezegd (resulterend in een vermindering van het aantal leden en een tekort aan cash), verloor de afdeling Talk al haar personeel en veel critici meenden dat er sprake was van mismanagement. Een groot financieel tekort leidde tot ontslagen en aftreden van sleutelfunctionarissen. Kunstcriticus JJ Charlesworth zag het directeurschap van Eshun als een directe oorzaak van de problemen bij Het ICA. Hij bekritiseerde zijn afhankelijkheid van privé-sponsoring, zijn cultivatie van een "cool" ICA-merk en zijn focus op een multidisciplinaire aanpak die "ten koste van alles" werd ingevoerd, schreef Charlesworth, "van een verlies van expertise van de curator". Problemen tussen personeel en Eshun, soms gesteund door de voorzitter van de ICA-raad, Alan Yentob, hebben geleid tot hevige en moeizame personeelsrelaties. Eshun nam ontslag in augustus 2010 en Yentob liet weten dat hij zou vertrekken.
Het ICA benoemde Gregor Muir tot zijn uitvoerend directeur in januari 2011 en ging op 7 februari 2011 van start. Muir trad af in 2016 en werd vervangen door voormalig Artists Space-directeur Stefan Kalmár.

## Referentie
Dit artikel of een eerdere versie ervan is een (gedeeltelijke) vertaling van het artikel Institute of Contemporary Arts op de Engelstalige Wikipedia, dat onder de licentie Creative Commons Naamsvermelding/Gelijk delen valt. Zie de bewerkingsgeschiedenis aldaar.